# Гавриил (Калокеринос)
Митрополи́т Гаврии́л (греч. Μητροπολίτης Επιφάνιος, в миру Гаврии́л Калокерино́с греч. Γαβριήλ Καλοκαιρινός; 1910, Китира — 28 января 1983, Тира) — епископ Элладской православной церкви, митрополит Фирский, Аморгосский и Островов (1957—1983).

## Биография
Родился в 1910 году в посёлки Китира на одноименном острове, в Греции.
Принят в братию монастыря Илии Пророка на острове Тира и в 1933 году был рукоположен в сан иеродиакона.
17 ноября 1957 года был хиротонисан в епископский сан и возведён в достоинство митрополита Фирского, Аморгосского и Островов.
Скончался 28 января 1983 года.